# García Álvarez de Toledo y Mendoza
García Álvarez de Toledo y Mendoza (castellà: García de Toledo Osorio)  (Nàpols, 25 d'abril de 1579 - Madrid, 21 de gener de 1649), 6è marquès de Villafranca del Bierzo i Gran d'Espanya, fou militar i polític del Regne de Nàpols, almirall de les galeres de Felip IV d'Espanya.

## Biografia[calcitació]
Fill de Pedro Álvarez de Toledo y Colonna, 5è marquès de Villafranca, i Elvira de Mendoza. Fou un Tretze de l'Orde de Sant Jaume, duc de Fernandina i príncep de Montalbán. Es va casar a Madrid el 18 d'agost de 1609 amb Maria de Mendoza, filla de Rodrigo de Mendoza i Ana de Mendoza, 6a duquessa de l'Infantat, morint sense descendència.
Va començar a servir el 1606 a galeres a les ordres del seu pare i el 1623 fou nomenat capità general de les galeres espanyoles, participant en la defensa de Cadis de 1625 contra la flota anglesa d'Edward Cecil, vescomte de Wimbledon, i el 1636 ocupa les illes de Santa Margarida i Honorat (1636).
A la Guerra dels Segadors, durant el setge de Tarragona de l'any 1641 va comandar la flota que s'enfrontà a l'estol francès d'Henri d'Escoubleau de Sourdis a la primera batalla naval de Tarragona i setmanes més tard, amb les restes de l'estol que van sobreviure a la batalla i els reforços que havia rebut, va aconseguir aixecar definitivament el setge de la ciutat a la segona batalla naval de Tarragona.
Fou capità general del Consell d'Estat i del Consell de Guerra de Felip IV d'Espanya, convertint-se en home de confiança del rei. El Comte-Duc d'Olivares, el va deposar dels seus càrrecs i el va tancar al castell de Villaviciosa de Odón, però fou reposat a la caiguda del valid, i recompensat per haver estat castigat sense formació de causa.
A la seva mort, va deixar el seu patrimoni al seu nebot Fadrique Álvarez de Toledo y Ponce de León.